# Šebestián Kubínek
Šebestián Kubínek (1. ledna 1799 Blažovice – 18. července 1882 Brno) byl moravský písmák, laický katolický kazatel a šiřitel dobrých knih.

## Život
Ve 48 letech prodal zděděný statek a přilehlá pole. Poté se začal naplno věnovat misijní činnosti. Více než 30 let života strávil na pěších cestách po Moravě, kdy prodával a rozdával české knihy (podle odhadu při přepočtu na dnešní měnu více než za 3 miliony korun). Šlo zejména o knihy Dědictví Svatojánského a Dědictví Cyrilometodějského. Svými současníky byl nazýván Apoštol dobrého tisku. Patřil mezi významné představitele obrozeneckých kolportérů oddychové i vzdělávací literatury. Cílem takto rozšiřovaných tiskovin bylo pozvednout duševní rozhled a vzdělanost venkovského obyvatelstva. Šebestián Kubínek je vyobrazen na sv. Hostýně u oltáře Panny Marie Lurdské.
Jako jediný syn zámožného rolníka zaplatil o masopustní zábavě muzikantům, aby hráli ještě po půlnoci z úterka na středu a tančil se svou nevěstou. Ráno o masopustní středě jej přišli probudit s oznámením, že jeho nevěsta je mrtvá. Považoval to za trest boží a na pokání prodal svůj majetek, konal dobré skutky, pěšky chodil až do Prahy a po českých zemích roznášel ve škrošni knížky náboženského obsahu.
vzpomínky matky ing. Jaroslava Langera (1899–1981), Životopis (rukopis)

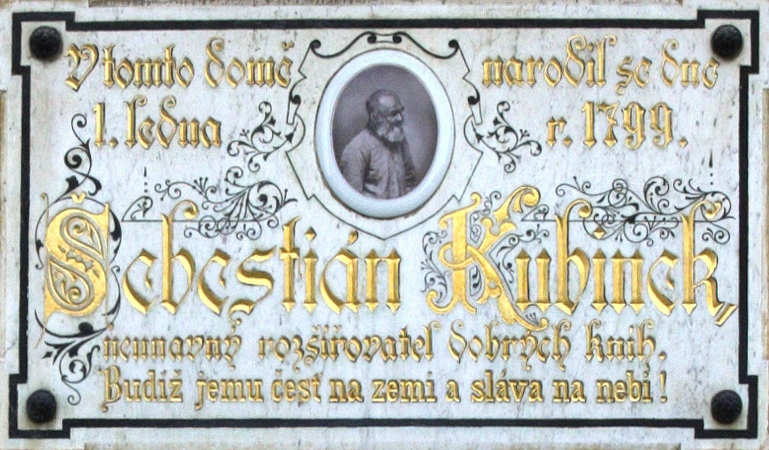
Pamětní deska Šebestiána Kubínka v Blažovicích na domě čp. 30
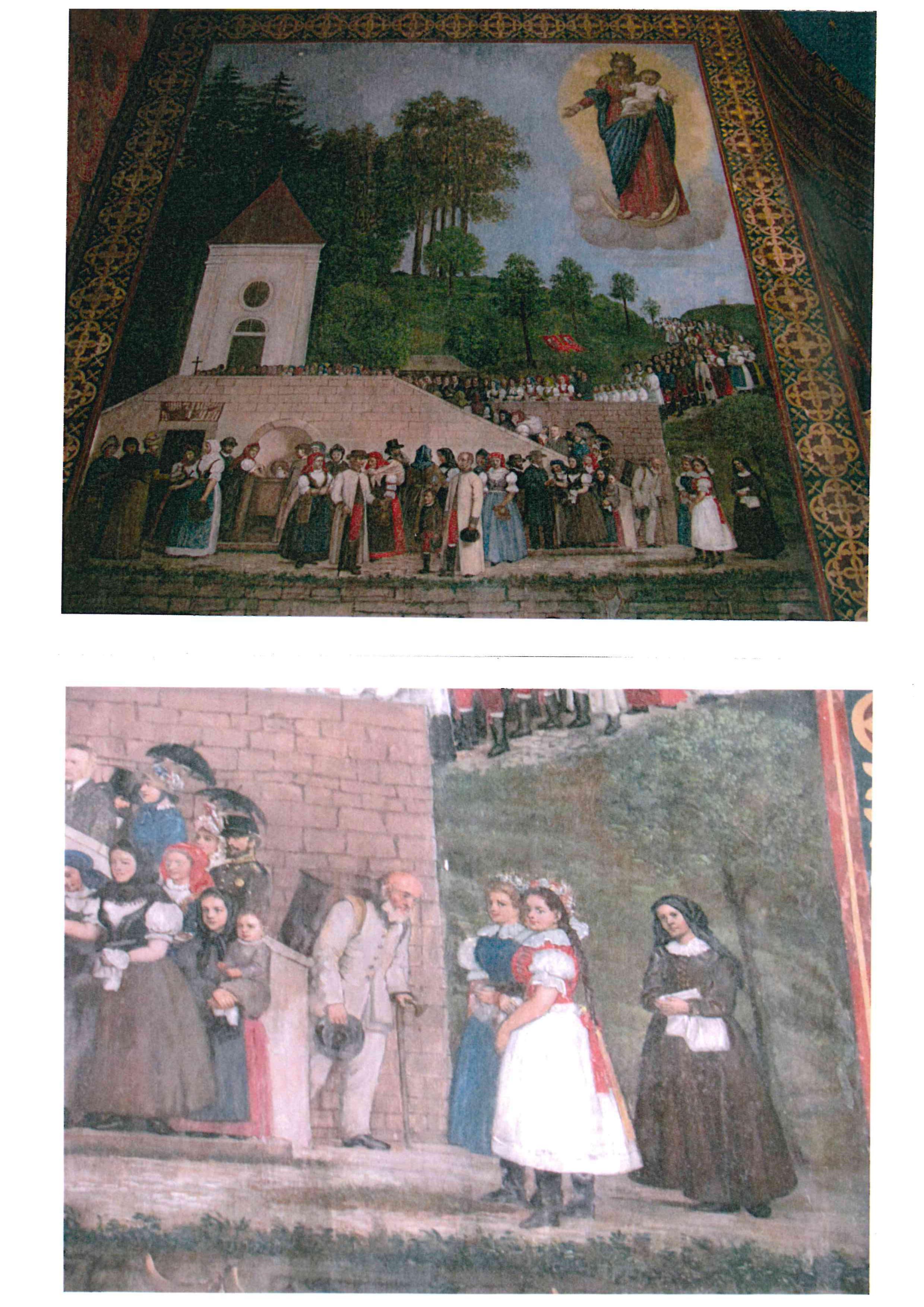
Obraz v kostele na Sv. Hostýně u oltáře Panny Marie Lurdské